# 马丁·玛丽埃塔
马丁·玛丽埃塔公司（Martin Marietta Corporation），创建于1961年，是由马丁公司和美国玛丽埃塔公司（American-Marietta Corporation）合并而成。马丁·玛丽埃塔公司在混凝土及相关材料、化工、航空航天和和电子等方面都是名列美國市場前矛的企業。

## 历史
- 1961年，由兩家前身公司所合併的新公司成立。
- 1982年，雷达和飞机设备制造商Bendix公司对马丁·玛丽埃塔进行恶意收购，马丁·玛丽埃塔反之对Bendix公司进行了恶意收购，最终Bendix公司被Allied公司收购，马丁·玛丽埃塔幸存。
- 1986年，获得制造太阳神II型导弹的合約，马丁公司制造了太阳神I型。
- 1987年，电子与导弹集团成立
- 1991年，电子与导弹集团重组为电子，信息与导弹集团。
- 1993年，收购通用电气航空航天。
- 1993年，收购散迪亚公司管理合同
- 1993年，收购通用动力空间系统部分
- 1994年，在纽约证券交易所上市。
- 1995年，與洛克希德公司合并为洛克希德·马丁[1]
- 1996年，洛克希德·马丁剥离主要经营碎石、混凝土、化工产品和高分子产品的部门为马丁·玛丽埃塔材料公司。